# Sphaerius acaroides
Sphaerius acaroides är en skalbaggsart som beskrevs av Joseph Waltl 1838. Sphaerius acaroides ingår i släktet Sphaerius och familjen strandsandbaggar. Enligt den finländska rödlistan är arten otillräckligt studerad i Finland. Enligt den svenska rödlistan är arten otillräckligt studerad i Sverige. Arten förekommer i Götaland och Gotland. Artens livsmiljö är stränder. Inga underarter finns listade i Catalogue of Life.

## Bildgalleri

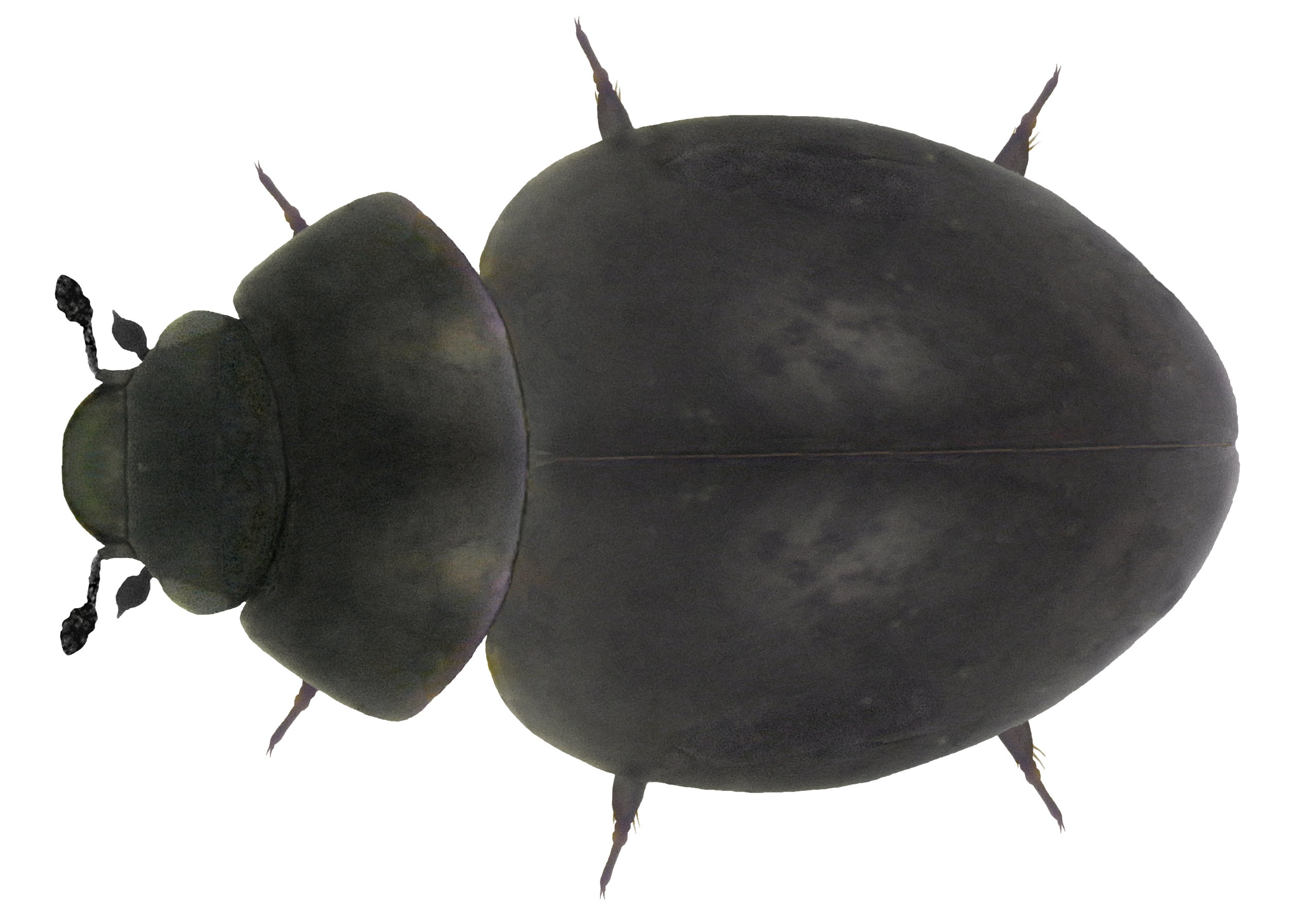
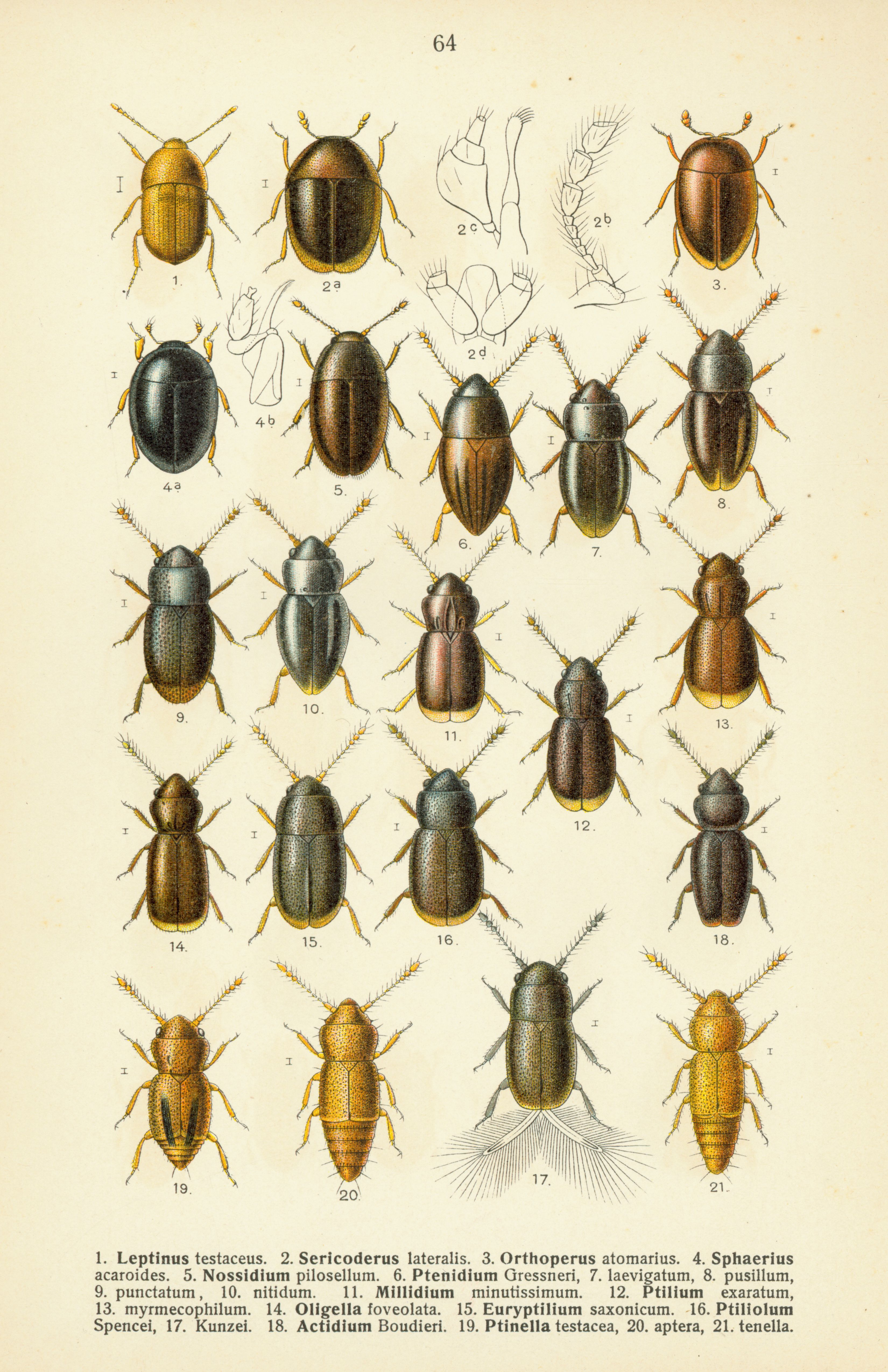
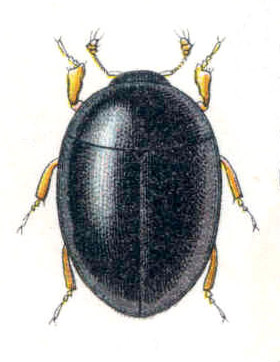